# Parti radical italien
Ne doit pas être confondu avec Parti radical (Italie) ou Radicaux italiens.
Le Parti radical italien (en italien : Partito Radicale Italiano, PRI) est un parti politique italien de centre gauche, républicain et social-libéral, actif entre 1904 et 1922.

## Histoire
Héritier d'une partie de l'extrême gauche historique, le Parti radical est officiellement constitué lors de son premier congrès national, en mai 1904. Il se fond en avril 1922 dans le Parti démocratique social italien (it) (PDSI).